# 湊城
湊城（日语：／ Minatojō）是日本室町時代出羽國土崎湊（秋田縣秋田市）曾經存在的一座平城。

## 概要
湊城的興建時期不明，按後世的文書，明治期間的《秋田沿革史体制》則認為是在永享8年（1436年）由安倍康季於將軍野（土崎以東的遼闊平原，現在是住宅）的西北方建成。另外，城池原本可能是現在的寺内後城（秋田城以西，以前雄物川對面的小山丘），這樣的話湊城應該是屬於平山城。然而，至少可以得知湊城在慶長9年（1604年）由佐竹義宣廢棄時，城址是位於現在的土崎神明社，根據實地考古調查亦發現安土桃山時代的城池遺跡。
應永2年（1395年），十三湊的下國安藤氏一族安藤盛季之弟安藤鹿季，取代上國安東氏入主土崎湊，但是居城所在不明。後來，鹿季自稱湊氏和秋田城介。其後，湊安藤氏（亦稱為安東氏）代代管治土崎湊，另一方面下國安藤氏的盛季卻不敵於南部氏而敗走蝦夷地，後來盛季的繼任人安東政季受湊安東氏的邀請，移師至檜山（秋田縣能代市），其子安東忠季開始，代代被稱為檜山安東氏。其後，湊安東氏的安東堯季在未定繼任人的情況下死去，作為宗家，亦是堯季女婿的檜山安東氏當主安東愛季為了統一兩家，安排其弟安東茂季入主湊安東氏。對此，湊安東氏的部分國人眾並不滿意，繼而舉兵，後來由愛季鎮壓，並且成功統合兩家，當時安東氏仍然是以檜山城為據點。愛季死後，由其子秋田實季繼任家督，雖然其後茂季之子安東通季謀反，但是實季最終取得勝利，成功鞏固於秋田郡的支配地位，這一連串戰事是為湊合戰。
其後，實季將據点由檜山城移至湊城，並且在慶長4年（1599年）大規模改建湊城。這次改建使用的材料、費用和日數等等均有詳細記載，與全新興建相比，幾乎沒有分別。按江戶時代中期的資料記載，記錄了湊城的遺址和城門的位置，並且描述城池是建有雙重護城河的平城。慶長6年（1601年），城池改建完成，實季卻在翌年被移封至常陸宍戸，而佐竹氏的佐竹義宣則轉封至秋田，成為久保田藩首任藩主。然而，由於佐竹氏原本是領有54萬石的大名，是安東氏的約10倍，因此湊城對於佐竹氏來說太過細小，能夠擴建的部分亦不多。最終義宣在慶長9年（1604年），移師至於久保田神明山新建的久保田城，並且廢棄湊城。元和6年（1620年），土崎神明社在城址的5遴址建成。由於湊城原本是平城，在城池被廢棄後信殘餘的土地成為當地居民的屋敷，建立土崎湊在江戶時代繁榮的基礎。

## 交通
沿JR奧羽本線於土崎站下車，徒步約3分鐘便可到達於湊城遺址興建的土崎神明社。